# Zakręty (Maciejowice)
Zakręty – część miasta Maciejowice, w Polsce, w województwie mazowieckim, w powiecie garwolińskim, w gminie Maciejowice.
W latach 1975–1998 miejscowość administracyjnie należała do województwa siedleckiego.